# SV Stern-Fortuna Stolp
SV Stern-Fortuna Stolp was een Duitse voetbalclub uit de Pommerse stad Stolp, dat tegenwoordig het Poolse Słupsk is.

## Geschiedenis
De club werd in 1919 opgericht als SV Fortuna 1919 Stolp. De club speelde in de schaduw van stadsrivalen Viktoria 09 en Germania 03. Vanaf 1930 speelde de club in de Kreisliga Stolp/Lauenburg, een onderdeel van de Grensmarkse competitie. De club eindigde steeds in de lagere middenmoot en kwalificeerde zich in 1933 niet voor de nieuwe Gauliga Pommern, die nu de hoogste klasse werd.
In 1938 fuseerde de club met Stern Stolp. Van 1939 tot 1942 speelde de club in de Gauliga. Na de Tweede Wereldoorlog werd Stolp een Poolse stad en werd de voetbalclub opgeheven.